# Burt (Iowa)
Burt és una població dels Estats Units a l'estat d'Iowa. Segons el cens del 2000 tenia 556 habitants.

## Demografia
Segons el cens del 2000, Burt tenia 556 habitants, 223 habitatges, i 148 famílies. La densitat de població era de 499,2 habitants per km².
Dels 223 habitatges en un 25,6% hi vivien nens de menys de 18 anys, en un 60,1% hi vivien parelles casades, en un 4,5% dones solteres, i en un 33,6% no eren unitats familiars. En el 31,8% dels habitatges hi vivien persones soles el 18,4% de les quals corresponia a persones de 65 anys o més que vivien soles. El nombre mitjà de persones vivint en cada habitatge era de 2,28 i el nombre mitjà de persones que vivien en cada família era de 2,89.
Per edats la població es repartia de la següent manera: un 22,7% tenia menys de 18 anys, un 6,8% entre 18 i 24, un 27,5% entre 25 i 44, un 24,6% de 45 a 60 i un 18,3% 65 anys o més.
L'edat mediana era de 40 anys. Per cada 100 dones de 18 o més anys hi havia 87 homes.
La renda mediana per habitatge era de 29.625 $ i la renda mediana per família de 39.464 $. Els homes tenien una renda mediana de 28.833 $ mentre que les dones 21.364 $. La renda per capita de la població era de 15.727 $. Entorn del 9,3% de les famílies i el 17,1% de la població estaven per davall del llindar de pobresa.

## Poblacions més properes
El següent diagrama mostra les poblacions més properes.